# Strat (lingvistică)
În lingvistică, un strat este o limbă care efectuază influența sau este supusă influenței unei alte limbi. Un substrat este o limbă de putere sau prestigiu mai mic decât cealăltă, pe când un superstrat este cea care este mai puternică sau prestigioasă. Limbile substrat și superstrat se influențează mutual, dar în mod deosebit. Al treilea concept, un adstrat este o limbă care influențează pe una altă fără să aibă prestigiu mai mare sau mai mic. Termenile „superstrat” și „adstrat” au fost folosite pentru primă dată în 1932 de către doi autori nelegați.
Ambii termeni substrat și superstrat se referă la aceeași situație, dar în perspectivă diferită, care rezultă din instalarea unei alte limbi pe teritoriul vorbitor de cealăltă, eveniment care este efectul migrațiilor, cuceririlor, ș.a.m.d. Se poate stabili numai după mai multe generații dacă se pune în practică cazul de superstrat (limbă intrusivă dispare în favoarea celei locale) sau cazul de substrat (limbă locală dispare în favoarea celei intrusive). Să persiste limba intrusivă, vorbitorii ei treubie să ajungă la poziția elitelor politice sau să imigreze în număr semnificativ față de populație locală, exemplu ar fi înlocuirea limbilor locale cu limba latină în Imperiul Roman. Să persiste cea intrusivă, elitele politice trebuie să-și piardă limba proprie și să adopteze pe cea locală, așa cum a fost în cazul francilor sau burgunzilor.